# Treuzy-Levelay
Treuzy-Levelay ist eine französische Gemeinde mit 440 Einwohnern (Stand: 1. Januar 2022) im Département Seine-et-Marne in der Region Île-de-France. Sie gehört zum Arrondissement Fontainebleau und zum Kanton Nemours. Die Einwohner werden Velytreuziens genannt.

## Geographie
Treuzy-Levelay liegt etwa 70 Kilometer südsüdöstlich von Paris am Lunain. Umgeben wird Treuzy-Levelay von den Nachbargemeinden Nonville im Norden, Villemer im Nordosten, Villemaréchal im Osten, Nanteau-sur-Lunain im Süden, Poligny im Süden und Südwesten sowie Darvault im Westen.

## Bevölkerungsentwicklung
| Jahr                      | 1962 | 1968 | 1975 | 1982 | 1990 | 1999 | 2006 | 2012 |
| Einwohner                 | 222  | 221  | 287  | 348  | 432  | 431  | 444  | 454  |
| Quelle: Cassini und INSEE |      |      |      |      |      |      |      |      |

## Sehenswürdigkeiten
Siehe auch: Liste der Monuments historiques in Treuzy-Levelay
- Kirche Saint-Martin, Monument historique
- Mühle in Launoy
- Ziegelei in Bezanlou
- Waschhäuser in Launoy und Treuzy (siehe Waschhaus (Treuzy))

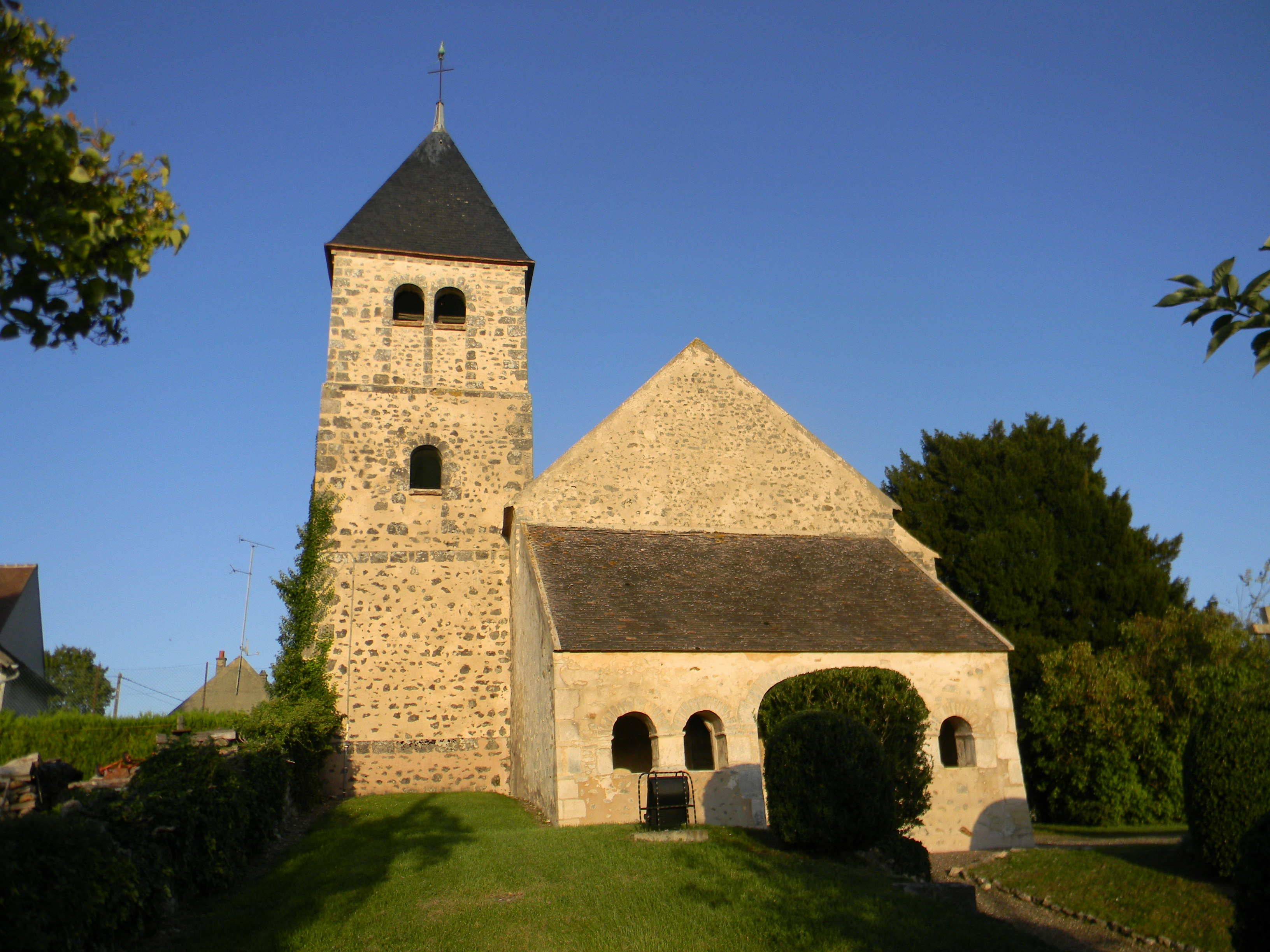
Kirche Saint-Martin
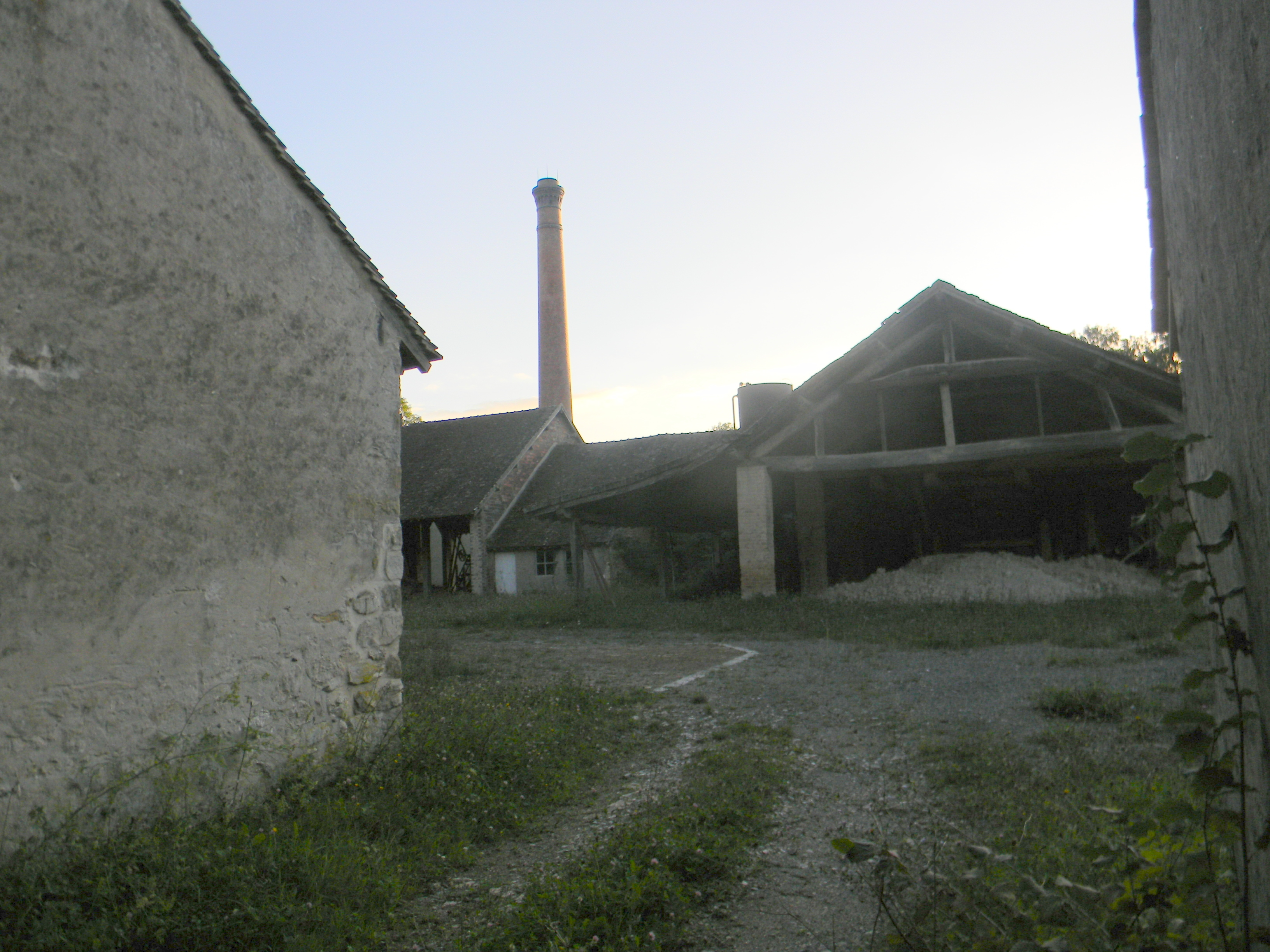
Alte Ziegelei in Bezanleu
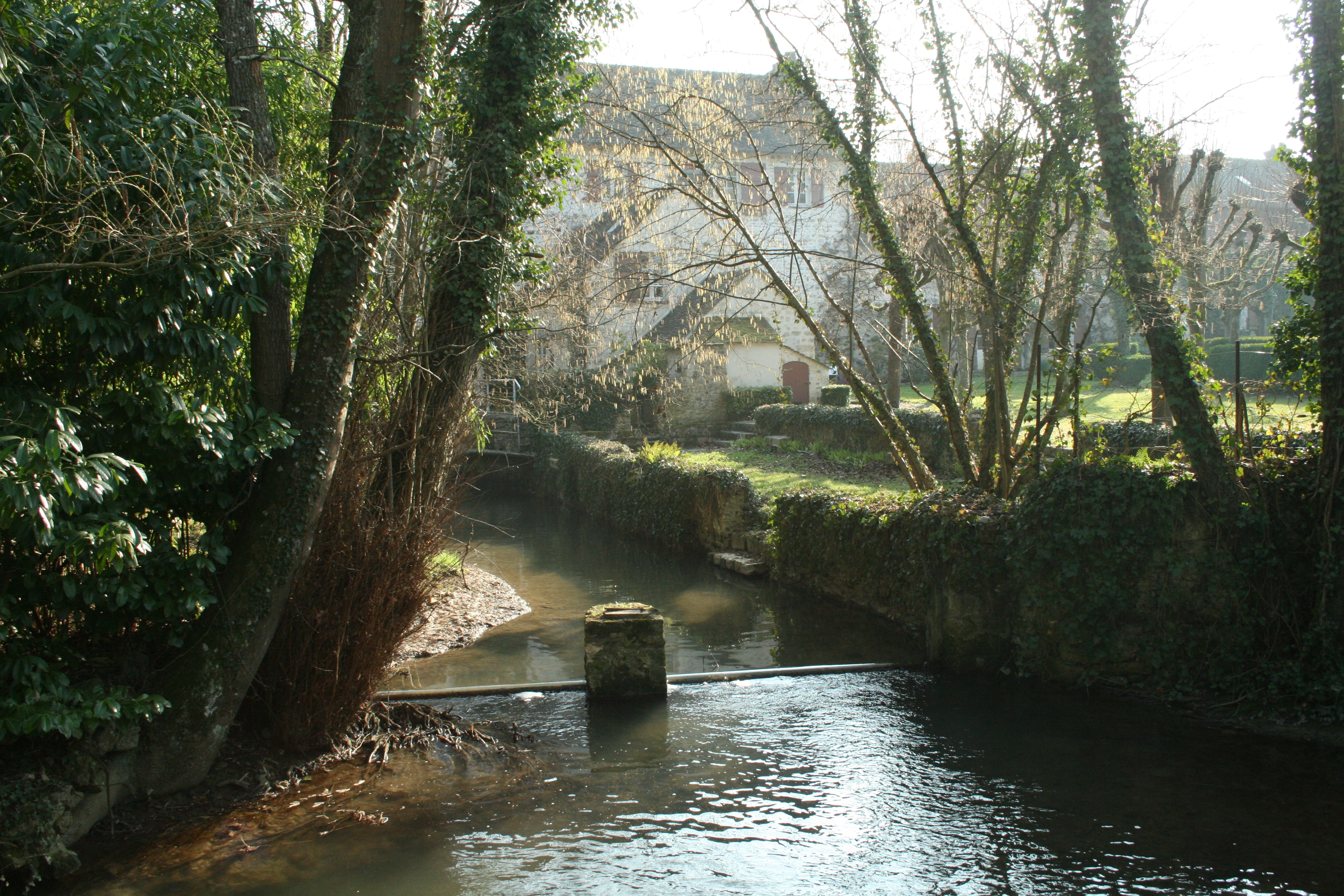
Mühle von Launoy
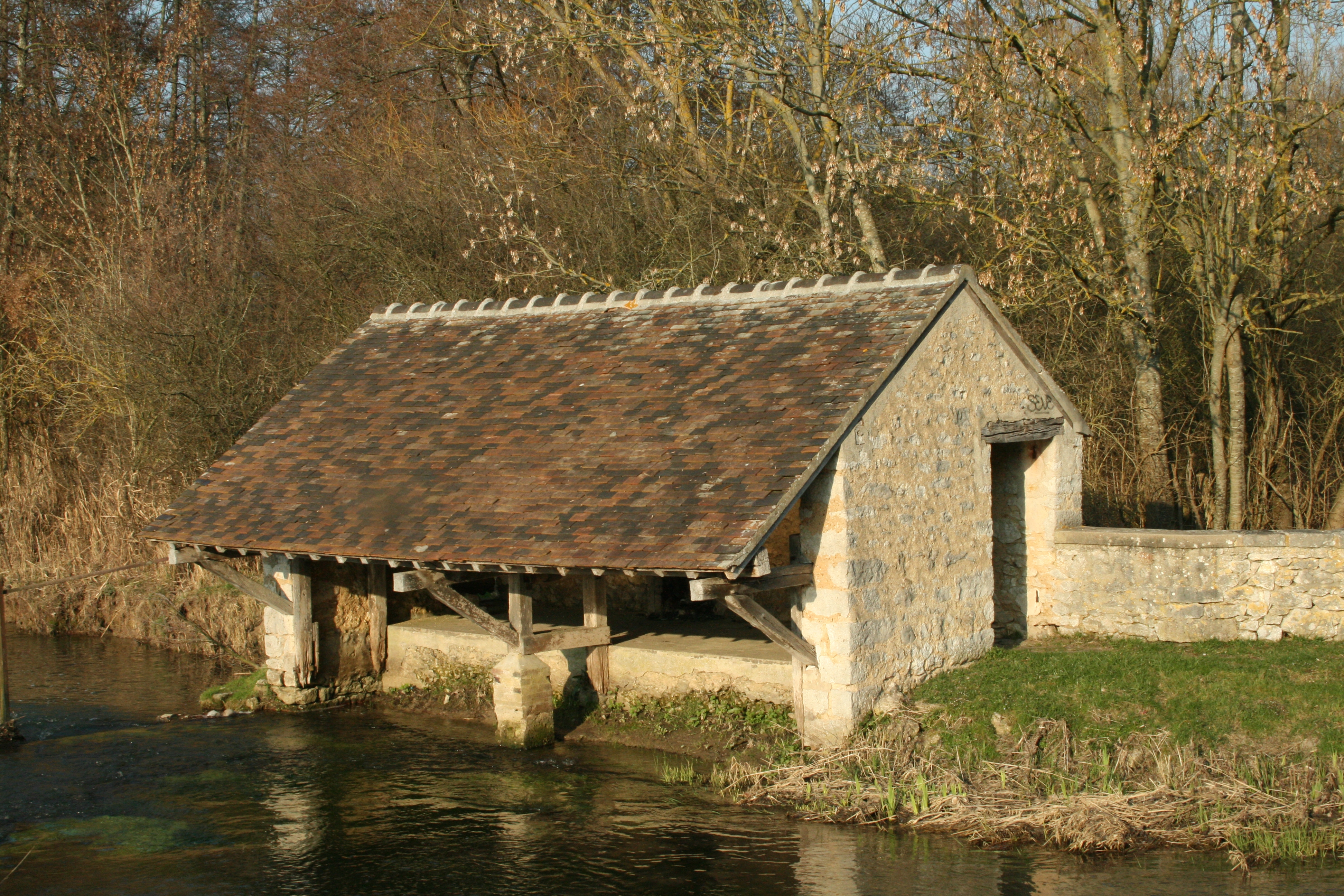
Waschhaus in Treuzy